# Antoni Aguilella
Antoni Aguilella (Onda, Castellón, 1956) es un botánico español.
Es profesor titular de botánica en el Departamento de Biología Vegetal de la Universidad de Valencia, director del Jardín botánico de esa Universidad; adscripto investigador del Instituto "Cavanilles" de Biodiversidad y Biología Evolutiva.

## Publicaciones
- El barranco de la falaguera y el valle de la mosquera. ISSN 1133-3987, N.º. 2007, 2007 (ejemplar dedicado a: Scientia y Conocimiento), pp. 276-277
- Recordant Linné i Pau: en l'aniversari del naixement dels dos botànics. En: Revista de difusió de la investigació de la Universitat de Valencia, ISSN 1133-3987, N.º. 54, 2007 (ejemplar dedicado a: Les complexes relacions entre ciència i religió), pag. 3
- La font del Candoig. En: Revista de difusió de la investigació de la Universitat de Valencia, ISSN 1133-3987, N.º. 52, 2007 (Ejemplar dedicado a: Endèmics: l'encís de la raresa), pags. 154-155
- La selva antrópica de Estubeny. ISSN 1133-3987, N.º. 2006, 2006, pp. 248-250
- El barranc d'Asnar. En: Revista de difusió de la investigació de la Universitat de Valencia, ISSN 1133-3987, N.º. 48, 2006, pp. 128-129
- El barranc de la Falaguera i la Vall de Mosquera. En: Revista de difusió de la investigació de la Universitat de Valencia, ISSN 1133-3987, N.º. 51, 2006, pp. 138-139
- País endins: L'alta muntanya valenciana. En: Revista de difusió de la investigació de la Universitat de Valencia, ISSN 1133-3987, N.º. 44, 2005, pp. 122-123
- El salt del cavall. En: Revista de difusió de la investigació de la Universitat de Valencia, ISSN 1133-3987, N.º. 45, 2005, pp. 122-123
- Bosques, sotos y herbazales: quintaesencia de la ribera. Segundo Ríos Jiménez, Antoni Aguilella. ISSN 1133-3987, N.º. 2004, 2004, pp. 92-101
- Caminos de plata. ISSN 1133-3987, N.º. 2004, 2004, pags. 91-92
- Boscos, bardisses i herbassars: quinta essència de la ribera. Antoni Aguilella, Segundo Ríos Ruiz. En: Revista de difusió de la investigació de la Universitat de Valencia, ISSN 1133-3987, N.º. 38, 2003, pp. 40-51
- Novedades florísticas valencianas, IV. Gonzalo Mateo Sanz, Antoni Aguilella, J. Mansanet. En: Lazaroa, ISSN 0210-9778, vol. 5, 1983, pp. 325-327

- La abreviatura «Aguil.» se emplea para indicar a Antoni Aguilella como autoridad en la descripción y clasificación científica de los vegetales.[1]